# Kara Taitz
Kara Eve Taitz (New York, 11 maggio 1981) è un'attrice statunitense.
È meglio conosciuta per il ruolo di Lily Miran nella serie TV Hard Times - Tempi duri per RJ Berger.

## Biografia
Nata e cresciuta a New York, Kara Taitz si appassiona alla recitazione già da piccola. Ha frequentato il liceo di arti sceniche Fiorello H. LaGuardia High School e la NYU's Tisch School of the Arts.

## Carriera
Nel 2003, è la protagonista dello spettacolo teatrale Til Death Do Us Part di Jay C. Rehak.
Il suo debutto televisivo è nel ruolo di Millicent, un ruolo ricorrente nella sit-com Zack e Cody al Grand Hotel. È apparsa inoltre in Samantha chi?, I maghi di Waverly e nel film Operating Instructions.

## Filmografia

### Cinema
- The Secret Lives of Dorks, regia di Salomé Breziner (2013)

### Televisione
- Zack e Cody al Grand Hotel (The Suite Life of Zack and Cody) – serie TV, 4 episodi (2007)
- Samantha chi? (Samantha Who?) – serie TV, episodio 1x03 (2007)
- I maghi di Waverly (Wizards of Waverly Place) – serie TV, episodio 1x17 (2008)
- Operating Instructions, regia di Andy Tennant – film TV (2009)
- Hard Times - Tempi duri per RJ Berger (The Hard Times of RJ Berger) – serie TV, 24 episodi (2010-2011)
- Aiutami Hope! (Raising Hope) – serie TV, episodio 2x18 (2012)

## Doppiatrici italiane
Nelle versioni in italiano delle opere in cui ha recitato, Kara Taitz è stata doppiata da:
- Alida Milana in Hard Times - Tempi duri per RJ Berger